# Ikarus V187
Az Ikarus V187 egy alacsony padlós városi csuklós autóbusz, melyet a Magyar Járműgyártó Kft. gyárt az Auto Rad Controlle Kft. (ARC) termékeire alapozva. Szegeden az Ikarus-Škoda konzorcium révén 13 darab, önjáró üzemmódban is közlekedni képes trolibusz teljesít szolgálatot. A BKV-nak egy darab van az állományában (2023.). Az autóbuszból az Agria Volán és a Hajdú Volán is rendelt, viszont ezeket öt ajtóval látták el.

## Modulo M168d
2016-ban készült el az első Modulo M168d, mely lényegében a 2010-es változat modernizált és újdonságokkal ellátott formája. Új homlok- és hátfalat kapott. A BKV 2016. áprilisa és júniusa között tesztelte az 5-ös busz vonalán.
Először a Volánbusz, majd a BKV is rendelt a buszból az M3-as metrópótlás céljából. 2018-ban az Ikarus Egyedi csődje miatt nem tudták elkészíteni a megrendelt példányokat, ezért a Volánbusz visszamondta azokat. A maradék, el nem készült buszok összeszerelése a BKV Zrt. Kelenföldi telephelyén történt. Ilyen például az SGY-983, SGY-985.
A BKV-nak 2021-ben 12 darab volt az állományában.

## További információ
- ARC-Ikarus V187 teszt. bkv.hu, 2011. december 8. [2013. október 7-i dátummal az eredetiből archiválva]. (Hozzáférés: 2014. szeptember 26.)